# Teresa Casuso Morín
Lorenza Teresa Inocencia Casuso y Morín (Madruga, 10 de agosto de 1912 - Miami, 28 de julio de 1994) fue una destacada intelectual cubana, luchadora por la democracia y la libertad de Cuba. Participó activamente en las luchas estudiantiles contra la dictadura de Gerardo Machado y durante su exilio en México ayudó en la preparación de la expedición del yate Granma. Tras el triunfo de la revolución en 1959, se autonombró embajadora de Cuba en México. Ya en la isla fue nombrada por Fidel Castro su Secretaria de Prensa y a finales de ese año Embajadora de Cuba ante las Naciones Unidas, cargo al que renunció en octubre de 1960. Como escritora incursionó en varios géneros: novela, teatro, testimonio, crónica, poesía, así como libretos radiofónicos y cinematográficos. Fue actriz de teatro y cine. Sus trabajos periodísticos vieron la luz en diversas publicaciones de Cuba, México y los Estados Unidos También ejerció las profesiones de traductora y profesora de arte dramático.

## Biografía
Nació en Madruga, Provincia Habana, 10 de agosto de 1912. Era conocida con el apodo de «Teté».
Tuvo una niñez errante en el medio rural cubano. Su padre, que formaba parte de un equipo de ingenieros constructores de líneas férreas para el transporte de cañas a los nuevos centrales azucareros, se veía precisado a cambiar con frecuencia el sitio de residencia de la familia, desde una finca tabacalera en Pinar del Río, la más occidental de las provincias, hasta la más oriental.
En enero de 1920 en Sabanazo, Oriente, conoce a un joven que trabajaba de delineante con uno de los ingenieros encargados del proyecto de un nuevo central, se llamaba Pablo de la Torriente Brau, era diez años mayor que ella, quien con el paso del tiempo llegaría ser su esposo, compañero de luchas estudiantiles y del exilio. Ella lo recordaba así: «Era un muchacho extraordinario, alto, fino, fuerte y saludable, de diecisiete años, que nos reunía a los chicos y nos contaba las historias más interesantes… » Pablo la describió como:«…una chiquita fea, malcriada y antipática que se llamaba Teté y que ahora es una linda y graciosa muchacha a quien yo llamo cariñosamente Nené.»
La familia se radica definitivamente en la ciudad de La Habana en 1926, con el fin de que pueda estudiar formalmente y se prepare para ingresar en la universidad. El desequilibrio en su educación primaria provoca que curse tres grados a la vez. En seis meses concluyó los estudios primarios y se presentó a un examen de ingreso a la Escuela Normal para Maestros de La Habana, el que aprobó con nota excelente. Se reencuentra con Pablo de la Torriente y el amor y la admiración que recíprocamente se profesan, se reavivan y fortalecen. Desde entonces sus vidas se unen y juntas se entrelazan con la historia de las luchas estudiantiles contra la dictadura de Gerardo Machado y la represión desatada posterior a su derrocamiento. Él la acompañará siempre; de ella lo separará solamente la prisión y más tarde la guerra civil española, donde encontró la muerte en el frente de Madrid luchando junto al bando republicano.
En 1929 Teté se matriculó en la Escuela de Pedagogía de la Facultad de Letras y Ciencias de la Universidad de La Habana.
Entonces la situación política del país era muy tensa. La dictadura machadista reprimía violentamente a los representantes de los sectores progresistas de la isla, entre los que destacaban los estudiantes universitarios. Elegida por sus compañeros de estudios miembro del Consejo de Gobierno de la carrera de Pedagogía, participó activamente en las Asambleas de depuraciones y algazaras que constantemente se sucedían en la Universidad, destacó en la lucha por alcanzar la autonomía universitaria, lo que la convierte en líder del estudiantado de aquella época. Sus convicciones hace que ingrese en el Ala Izquierda Estudiantil porque... «...este organismo luchaba en pro de los estudiantes pobres y "por la liberación económica de Cuba"».
En febrero de 1930 Pablo le dedica con hermosas palabras su libro "Cuentos Completos", dedicatoria que concluye con la frase: «… ¡Para Teté Casuso, muchacha!»
El 19 de julio de ese año se unen en matrimonio en la parroquia de Punta Brava, el padrino de la boda fue el destacado profesor y erudito José María Chacón y Calvo. «Nos casamos siendo estudiantes. Fue una linda boda por la Iglesia, en una ermita situada en lo alto de una colina; […] Tuvimos un gracioso departamento… donde vivimos un solo mes de nuestra azarosa vida matrimonial». Son constantemente perseguidos por sus actividades revolucionarias, hasta que el 30 de septiembre Pablo cae gravemente herido en la cabeza, durante la célebre manifestación en que fue asesinado de un disparo el estudiante de medicina Rafael Trejo.
Después de dos meses de recuperación, Pablo es enviado a la prisión del Castillo del Príncipe. A los pocos días de ser liberado es de nuevo detenido y enviado esta vez al Presidio Modelo de Isla de Pinos. En los casi dos años que permaneció preso, Teté no dejó de escribirle una carta diariamente, por lo que este le dedica su libro Presidio Modelo con la siguiente nota: «A Teté Casuso, que me escribió una carta cada día en los dos años de prisión...»
A principios de mayo de 1933 cuando es amnistiado Pablo, parten juntos al exilio a bordo del vapor español Cristóbal Colón, que va rumbo a Europa. El día 21, durante una escala del buque en Nueva York deciden quedarse allí. Son retenidos en el centro de detención de Ellis Island durante varios días. Finalmente se les autoriza la entrada a los Estados Unidos el 26 de mayo de 1933 Permanecen en Nueva York hasta el regreso a Cuba, acaecido días después de la caída del dictador Gerardo Machado el 12 de agosto.
El 5 de septiembre de 1933 Teté solicita la matrícula gratuita en la Universidad de La Habana, ya que ni ella ni su esposo tenían trabajo y su situación económica al regreso del exilio era precaria. Debido a su buen expediente académico, le conceden dicha matrícula el 17 de abril de 1934. En ese mismo año y bajo el título de "Versos míos de la libreta tuya", su esposo publicó los poemas que ella le envió durante su estancia en el Presidio Modelo.  Al igual que en sus publicaciones anteriores le dedica el libro y en su prólogo escribe:
«En realidad Teté Casuso es una muchacha loca que hace lo que le da la gana siempre… 
Una vez, en Isla de Pinos, me llegó una carta suya con unos versos que se titulaban Llama...

“Se han dorado mis ojos con la eterna fascinación del fuego

que me besó en la cara

y estoy vibrante, loca, viva, como la llama...”

Me gustaron mucho. Los había escrito junto a una fogata del patio de la casa, al lado del platanal, debajo del árbol de aguacate.

Le hice tan numerosos elogios por sus versos que me mandó otros pronto. Y todos se llamaban Versos míos de la libreta tuya.»
En medio de la agitación del país y los bruscos cambios políticos que se sucedían tras la caída del dictador Machado, finalizó los estudios de Filosofía y Letras en la Universidad. Anteriormente se había graduado como Maestra Normal.
Después del fracaso de la huelga general de 1935 y bajo la brutal represión desatada por el coronel Fulgencio Batista, se ve de nuevo obligada a partir al exilio de Nueva York, donde ya se encontraba su esposo.
La dura vida de exiliado se hace sentir. Intenta trabajar en diferentes fábricas, pero no da la medida. Pasó entonces un curso sobre enseñanza de idiomas en la Universidad de Columbia y consigue dar algunas clases de español. Conjuntamente con Pablo funda el Club José Martí, donde se reunían los exiliados para estudiar, dar mítines y editar un periódico que enviaban clandestinamente a Cuba. En julio de 1936 estalla la guerra civil española y… «Pablo quiere ir allá; piensa que sus consecuencias podrán influir en el futuro rumbo de Cuba y del Mundo».

Después de la partida de su esposo para la guerra de España en agosto de ese año, regresa a Cuba. Ya en la isla mantiene una intensa correspondencia con Pablo, hasta que este cae herido de muerte en Majadahonda, cerca de Madrid, el 18 de diciembre de 1936. 
  «Pablo no dejó nunca de escribirme y contarme todo lo importante que hacía a diario, como tampoco dejó nunca de mandar sus crónicas a un compañero que quedó viviendo en Nueva York, para que las distribuyera a periódicos y revistas. Este nunca lo hizo. Se las entregó al Partido Comunista, que tampoco las utilizó, e incluso se perdieron muchas de ellas». 
En ese mismo año aparecen publicados seis de sus poemas, seleccionados por el escritor español Juan Ramón Jiménez, en el libro "La Poesía Cubana en 1936".
El 19 de abril de 1937 participa, con la lectura de varios poemas, en el homenaje póstumo a Pablo de la Torriente Brau celebrado en el Teatro Auditórium de La Habana, con motivo de habérsele otorgado a este, el Premio Justo de Lara 1936 por su crónica "Guajiros en Nueva York", publicada en la revista Bohemia.
En marzo del propio año, junto a un grupo de destacados intelectuales cubanos, funda la “Asociación de Auxilio al Niño Español” entidad filantrópica pro España republicana de cuyo Comité Directivo es elegida miembro. Bajo el patrocinio de esta institución se envían a España varios barcos con alimentos y se funda en la playa de Sitges la Casa- Escuela Pueblo de Cuba, para niños huérfanos de la guerra.
Con el fin de publicar un libro con las crónicas de guerra escritas por su fallecido esposo, marcha a México y luego a Nueva York en busca de los manuscritos, que no aparecen por parte alguna. En esta ciudad escribe las "Cartas de Nueva York" que fueron publicadas en el diario mexicano El Nacional a finales de 1937, cuando regresa a México con la promesa que le serían enviados los reportajes de Pablo.
Pasó más de un año sin que le enviaran las referidas crónicas, hasta que después de innumerables gestiones con el presidente del entonces denominado Partido Socialista Popular  (antiguo Partido Comunista) Juan Marinello, consiguió que se las entregaran.
«Una de las razones por las cuales el Partido Comunista no quería entregarme aquellas crónicas era porque su colección iba a prologarla Raúl Roa, uno de los más devotos compañeros de Pablo, y quien tenía con el P. C. una irreconciliable enemistad,…»
En la capital mexicana le llega la oportunidad de cumplir su sueño de ser actriz, de la mano del fotógrafo y autor mexicano Gilberto Martínez Solares, a quien conoció en la Liga de Escritores y Artistas Revolucionarios. El fotógrafo, gratamente impresionado por su belleza fotogénica y elegancia, le propone realizar unas pruebas de cámara, de las que resulta el ofrecimiento de un papel en la película "Padre de más de cuatro", del director Robert Quigley, que se estrenó en México el 18 de agosto de 1938.  Luego actuó en la película "El señor alcalde", con la que Gilberto Martínez Solares hace su debut como director en el mundo cinematográfico. El film se estrena el 22 de febrero de 1939.  También en 1938 contrajo segundas nupcias con el joven escritor mexicano Ernesto Madero Vázquez, hijo del poeta michoacano Manuel Madero.
El 20 de enero de 1939  envía a su amigo Pedro Capdevila Melián, el manuscrito original del libro de Pablo "Aventuras del soldado desconocido cubano", que es prologado por Raúl Roa García y publicado en Cuba en 1940.
El 31 de marzo de 1939 arribó a Cuba en un vapor de la línea naviera Ward, en compañía de su nuevo esposo, que recién comenzaba su carrera diplomática en la Embajada de México en La Habana.  Al desembarcar encuentra una ciudad muy distinta a la que había abandonado dos años atrás. La brutal represión desatada por el régimen lo había consolidado en el poder, instaurando el silencio por la fuerza de las armas.
«Como acostumbra a suceder después de una época agitada y revolucionaria, había en Cuba y en la Universidad un silencio de cansancio, un gran olvido y una actitud desmoralizada y conservadora. A los valerosos muchachos desarmados sucedió una generación gansteril.» 
Ante esta situación de calma se dedica a estudiar y ampliar sus horizontes culturales.
Participó en el acto homenaje al poeta español Miguel Hernández, celebrado el 19 de agosto de 1939 en La Habana, tras haberse propagado la falsa noticia de su fusilamiento en Madrid.
Con el fin de perfeccionar y profundizar en las técnicas de actuación, se integra al primer grupo de alumnos de la recién inaugurada Academia de Artes Dramáticas de la Escuela Libre de La Habana, donde fue discípula,entre otros, de José Rubia Barcia, Ludwig Schajowicz, Lorna de Sosa, Alejo Carpentier y el ilustre profesor alicantino Juan Chabás.
En la propia escuela, en 1941, bajo la dirección del austriaco de origen judío Ludwig Schajowicz, participa en el estreno de la obra "El Aniversario", que fue el primer montaje de una obra de Antón Chéjov realizado por artistas cubanos. El elenco estaba integrado además por Marisabel Sáenz, Alejandro Lugo y Manuel Estanillo.
También en ese año sube a las tablas bajo la dirección de la norteamericana Lorna de Sosa, para actuar junto a Manolo Pérez en la obra en un solo acto "Becky Sharp", basada en un capítulo de la novela de William Makepeace Thackeray "La Feria de las Vanidades".
Sus inquietudes intelectuales la animaron a escribir la novela "Los Ausentes", en la que relata sus experiencias personales de la vida en el exilio junto a Pablo y otros jóvenes revolucionarios, que en la década de los treinta del siglo XX, perseguidos por la brutal represión gubernamental, tuvieron que abandonar la isla y buscar refugio en Norteamérica. Cuando en 1944 se divorcia de su segundo esposo marcha a México, donde publicó la referida novela, que resultó premiada, representando a Cuba, en el II Concurso Latinoamericano de novelas patrocinado por «Farrar and Reinhardt» de Nueva York y auspiciada por la Unión Panamericana de Washington.
En Ciudad México se reencuentra con sus antiguos amigos y colegas de la industria cinematográfica. Es de nuevo contratada y actúa con roles secundarios en tres nuevas películas: "Amor prohibido",  del director Arcady Boytler, estrenada en México el 19 de octubre de 1945. Amor de una vida, dirigida por Miguel Morayta, estrenada el 14 de febrero de 1946 y "El tigre de Jalisco", dirigida por René Cardona, cuyo estreno se realizó el 7 de marzo de 1947, película que sirvió de colofón a su corta carrera en la gran pantalla.
Su excelente traducción de la obra "Nuestro pueblo" de Thornton Wilder, fue llevada a escena con gran éxito en La Habana los días 6 y 20 de septiembre de 1947, bajo la dirección de Rubén Vigón e interpretada por alumnos de la Academia Municipal de Arte Dramático, continuación de aquella Academia de Artes Dramáticas de la Escuela Libre de La Habana, en la que había estudiado.
A finales de 1948 realiza una corta visita a Cuba invitada por el recién elegido presidente Carlos Prío Socarrás, su amigo personal y de su fallecido esposo Pablo de la Torriente y también compañero de luchas estudiantiles. Prío la nombra agregada comercial de la Embajada cubana en México, cargo que ejerce conjuntamente con el de agregada cultural.
En 1950 formó parte de la delegación cubana a la Conferencia General de la UNESCO. Viajó varios meses por diversos países de Europa, durante los cuales acumuló gran cantidad de información, que utilizó para escribir su libro "Recuerdos de un viaje a Europa" publicado en 1951, en el cual narra de forma amena su recorrido por las principales capitales y centros culturales de ese continente. Con la publicación del libro su situación económica mejoró sensiblemente y pudo invitar a sus padres a conocer el país azteca.
Tras el incruento golpe de Estado perpetrado por Fulgencio Batista el 10 de marzo de 1952,  queda cesante de su cargo en la Embajada cubana, por lo que tiene que regresar a sus antiguas labores de escritora de argumentos y guiones cinematográficos y la realización de traducciones. Entre las traducciones realizadas en esa época se encuentra la del libro “Gansters en Cuba” del escritor Inglés Bart Carson, publicada en Méjico por la Editorial Novaro en 1955. Paralelamente escribe dos obras de teatro: "Utopía", que se estrenó en octubre de 1955 y "Aprendiz de Ángel", que ella misma produce y dirige. También pasó cursos de arte y arqueología en la Universidad de México.

El mismo día, 21 de julio de 1956, en que terminó de escribir el libro "Bienvenida la Vida", leyó en un diario mexicano la noticia referente a un grupo de cubanos presos en la Cárcel de Inmigración del Distrito Federal., detenidos cuando recibían instrucción y preparaban una expedición a Cuba para derrocar a Batista. Revivió en su mente aquellos tiempos de luchas estudiantiles en la universidad y decidió brindarle su apoyo y solidaridad a aquel grupo de paisanos.
 «…quería comunicarme con aquellos muchachos cubanos presos, que me daban lástima con su montón de ilusiones y tan fuera de la realidad ».
La tarde siguiente, en compañía del fotógrafo español Néstor Almendros, realiza una visita a la cárcel donde conoce a los detenidos y a su líder Fidel Castro. A partir de ese momento presta apoyo incondicional a aquel grupo de jóvenes y su casa, situada en la calle Sierra Nevada 714, Lomas de Chapultepec, se convierte en centro de conspiración y almacén de muchas de las armas que llevarían en su expedición a tierras cubanas. A principios de agosto viaja a Miami con la misión de entrevistarse con su amigo, el expresidente Carlos Prío Socarrás y recabar su ayuda al ya denominado “Movimiento Revolucionario 26 de Julio”. Producto de su gestión Prío entrega a Castro una gran suma de dinero para financiar la expedición y la compra del Yate Granma, en el que parten hacia Cuba el 25 de noviembre de ese año de 1956.
A consecuencia de una delación, el sábado 17 de noviembre es detenida cuando agentes de la Dirección Federal de Seguridad allanaron su casa, así como la contigua, donde arrestaron otros dos cubanos implicados: Pedro Miret y Enio Leyva. En los registros realizados la policía incautó gran cantidad de armas y municiones. Los tres fueron conducidos a la Cárcel de Inmigración, donde permanecieron incomunicados. Tras ocho días de detención Teté fue trasladada a la Cárcel de Mujeres, de donde sale en libertad provisional el 11 de diciembre, cuando ya el grupo expedicionario había desembarcado en Cuba y pasado su bautismo de fuego en el combate de Alegría de Pío.

Desde entonces hasta finales de 1958 su casa continuó siendo centro de actividades subversivas y de apoyo a los revolucionarios que combatían en las montañas de la Sierra Maestra.
«En esa época fui también el chofer que transportaba las armas, la enfermera que inyectaba, la encargada de escribir artículos a favor de la revolución, coser uniformes…»)
Temprano en la mañana del 1 de enero de 1959, recibió la noticia de la huida del dictador Batista y por propia iniciativa se hizo cargo, como embajadora «de facto», de la embajada de Cuba en México, en nombre de un nuevo gobierno revolucionario que, aun en aquellos momentos, no había asumido el poder en La Habana.
El día 26 de enero regresó a Cuba y Fidel Castro, que habitaba entonces en el Hotel Habana Hilton, la nombra su Jefa de Prensa. Después de Celia Sánchez, secretaria personal y Jesús Yánez Pelletier, jefe de la escolta, era la tercera persona más allegada a Castro en esos momentos. Organizó, entre otras, la famosa entrevista de este con el presentador televisivo norteamericano Jack Paar, que trasmitió en su programa The Jack Paar Show y en el cual el líder revolucionario afirmaba que ni él, ni la revolución que encabezaba, eran comunistas. Preparó, organizó y participó en la gira por los Estados Unidos de América, Canadá y América del Sur, que realizó Fidel Castro a finales de abril de 1959.
Su descontento iba en aumento a medida que observaba la forma caótica en que se realizaban los cambios políticos y económicos y el descontrol en el nuevo gobierno.
«…Fui amargamente convenciéndome de que no se puede gobernar a nadie si no puede uno autogobernarse. Fidel estaba perdido en el poder y por eso lo enmarañaba todo, y buscaba soluciones estruendosas porque no sabía devolvernos la paz y el orden.» 
Decide alejarse de las esferas del poder, porque… «La admiración, bien lo sabía, se conserva mejor desde lejos, como los mitos» Entonces solicita el nombramiento como delegada de Cuba ante las Naciones Unidas, cargo que le es concedido y que asume en septiembre de 1959. Tras varios meses de activa labor en las Naciones Unidas, realiza una gira por Suramérica y en Buenos Aires participa en una conferencia internacional. En junio de 1960 regresa a Cuba. Lo que vio y apreció en aquellos momentos lo expresó con las siguientes palabras:
«Sentí alrededor mío el silencio y hasta el temor a hablar de mis amigos. Comencé a indagar. Empecé a ver los resultados de año y medio de Gobierno “revolucionario”. Cuanto había temido estaba ya ocurriendo: Fidel Castro dictador, y la paidocracia en el poder seguía de mal en peor cometiendo errores.»
Regresó a Nueva York con la firme decisión de renunciar a su cargo y acogerse una vez más al exilio.« «En la Misión de Cuba ante la ONU debía atender periodistas, defender al gobierno. Había en perspectiva charlas en universidades, mítines. Eso sí que no lo haría más»
El 13 de octubre de 1960 deposita en el correo una carta para el gobernante Fidel Castro, en la que renuncia a su cargo y acusa a su régimen de haber convertido a Cuba en un estado policial, donde no existía garantía alguna para la vida y los derechos del ciudadano.
Un mes más tarde comenzó a escribir su libro “Cuba y Castro”, en el que después de exponer en un breve resumen la historia de Cuba y su relación con los EE. UU., relata los hechos que le tocó vivir de cerca en las distintas fases de la evolución política de la isla y traza un perfil sicológico del entonces joven dirigente de la revolución cubana, que resume en el siguiente párrafo:
«…Fidel es únicamente un político y un agitador hambriento sólo de una cosa: poder. Aunque se atribuya ésta o aquélla carece de ideología alguna. Se mimetiza según le convenga para mantener el poder. En función de agitación y política hace todo lo que hace. Vive para impresionar y buscar el rugido de la multitud. […] Comenzó tal vez con buena intención, mas como no pudo sacrificar su ego ni coordinarlo con los demás repartiendo poder y responsabilidades, ha acabado siendo un absurdo tirano».
El libro tuvo gran repercusión internacional y en 1961 fue publicado en varios países con ediciones en tres idiomas.
Con posterioridad se radicó en la ciudad de Miami donde logró reencontrarse con sus ancianos padres en 1965. Llevó una vida discreta, sin involucrarse decididamente en actividades políticas. Regresó a sus antiguas labores de traductora, profesora y trabajó también como editora de la revista femenina “Vanidades”.
En 1980 le diagnosticaron el mal de Alzheimer, por lo que fue ingresada en un hogar de convalecientes donde falleció, sin dejar descendencia, el 28 de julio de 1994.

## Obras publicadas
- 1934: Versos míos de la libreta tuya. Habana: Cultural S A.
- 1938: Panorama de México. Habana: La Veronica.
- 1944: Los Ausentes. México: México. Editorial Revolución.
- 1951: Recuerdos de un viaje a Europa. México: n. p.
- 1957: Bienvenida la vida. México.  Editora Latino Americana.
- 1961: Castro and Cuba. New York. Random House.
- 1962: Cuba und Castro. Berlín.  Kiepenheuer & Witsch,
- 1963: Cuba Y Castro. Barcelona. Plaza& James.

## Obras inéditas
- 1955: Utopía. (Teatro).
- 1955: Aprendiz de ángel. (Teatro).